# Goera paropadecha
Goera paropadecha är en nattsländeart som beskrevs av Schmid 1991. Goera paropadecha ingår i släktet Goera och familjen grusrörsnattsländor. Inga underarter finns listade i Catalogue of Life.